# Kenneth Van Goethem
Kenneth Van Goethem (Aarschot, 13 februari 1984) is een Belgische voetballer die bij voorkeur als middenvelder speelt. Hij verruilde in 2010 KV Mechelen voor Oud-Heverlee Leuven.
Van Goethem kwam via KTH Diest bij de Genkse jeugd terecht, waarna hij in 2002 doorstroomde naar het eerste elftal. Daar was hij vooral invaller, maar mocht hij een aantal keer starten als basisspeler. Tijdens de winterstop van het seizoen 2006-2007 maakte hij de overstap naar KV Mechelen. Daar was hij ook voornamelijk invaller voor een geblesseerde verdediger. Op het einde van het seizoen 2009/10 kreeg hij te horen dat zijn aflopend contract niet verlengd zou worden en hij mocht uitkijken naar een nieuwe club. In de zomer van 2010 tekende hij bij OH Leuven, waarmee hij in het daaropvolgende seizoen promoveerde naar de Eerste Klasse. Met OHL maakte hij twee promoties mee en één degradatie. Na de eerste promotie scheurde hij zijn kruisbanden in de eerste wedstrijd van het seizoen tegen RSC Anderlecht. Van Goethem verhuisde net voor het sluiten van de transferperiode in de zomer van 2015 naar tweedeklasser KSK Heist. Voor het seizoen 2016-2017 heeft hij getekend bij de ambitieuze tweede provincialer SC Aarschot.

## Statistieken
| Competitie      | Seizoen         | Club                | Competitie | Competitie | Play-off I | Play-off I | Play-off II | Play-off II | Play-off III / Eindr. | Play-off III / Eindr. | Beker | Beker | Europees | Europees | Totaal | Totaal |
| Competitie      | Seizoen         | Club                | Wed.       | Dlp.       | Wed.       | Dlp.       | Wed.        | Dlp.        | Wed.                  | Dlp.                  | Wed.  | Dlp.  | Wed.     | Dlp.     | Wed.   | Dlp.   |
| --------------- | --------------- | ------------------- | ---------- | ---------- | ---------- | ---------- | ----------- | ----------- | --------------------- | --------------------- | ----- | ----- | -------- | -------- | ------ | ------ |
| Eerste Klasse   | 2003-2004       | KRC Genk            | 006        | 0          | nvt        | nvt        | nvt         | nvt         | nvt                   | nvt                   | 1     | 0     | --       | --       | 007    | 0      |
| Eerste Klasse   | 2004-2005       | KRC Genk            | 004        | 0          | nvt        | nvt        | nvt         | nvt         | 0                     | 0                     | 0     | 0     | 2        | 0        | 006    | 0      |
| Eerste Klasse   | 2005-2006       | KRC Genk            | 006        | 0          | nvt        | nvt        | nvt         | nvt         | --                    | --                    | 1     | 0     | 0        | 0        | 007    | 0      |
| Eerste Klasse   | 2006-2007       | KRC Genk            | 002        | 0          | nvt        | nvt        | nvt         | nvt         | --                    | --                    | 0     | 0     | --       | --       | 002    | 0      |
| Tweede Klasse   | 2006-2007       | KV Mechelen         | 015        | 0          | nvt        | nvt        | nvt         | nvt         | 4                     | 0                     | 1     | 0     | --       | --       | 020    | 0      |
| Eerste Klasse   | 2007-2008       | KV Mechelen         | 025        | 1          | nvt        | nvt        | nvt         | nvt         | nvt                   | nvt                   | 1     | 0     | --       | --       | 026    | 1      |
| Eerste Klasse   | 2008-2009       | KV Mechelen         | 024        | 0          | nvt        | nvt        | nvt         | nvt         | --                    | --                    | 1     | 0     | --       | --       | 025    | 0      |
| Eerste Klasse   | 2009-2010       | KV Mechelen         | 013        | 0          | --         | --         | 3           | 0           | --                    | --                    | 1     | 0     | --       | --       | 017    | 0      |
| Tweede Klasse   | 2010-2011       | Oud-Heverlee Leuven | 033        | 1          | nvt        | nvt        | nvt         | nvt         | --                    | --                    | 2     | 0     | --       | --       | 035    | 1      |
| Eerste Klasse   | 2011-2012       | Oud-Heverlee Leuven | 001        | 0          | --         | --         | 4           | 0           | --                    | --                    | 0     | 0     | --       | --       | 005    | 0      |
| Eerste Klasse   | 2012-2013       | Oud-Heverlee Leuven | 031        | 1          | --         | --         | --          | --          | --                    | --                    | 0     | 0     | --       | --       | 031    | 1      |
| Eerste Klasse   | 2013-2014       | Oud-Heverlee Leuven | 024        | 0          | --         | --         | --          | --          | --                    | --                    | 0     | 0     | --       | --       | 024    | 0      |
| Tweede Klasse   | 2014-2015       | Oud-Heverlee Leuven | 001        | 0          | --         | --         | --          | --          | --                    | --                    | 0     | 0     | --       | --       | 029    | 1      |
| Eerste Klasse   | 2015-2016       | Oud-Heverlee Leuven | 000        | 0          | --         | --         | --          | --          | --                    | --                    | 0     | 0     | --       | --       | 000    | 0      |
| Tweede Klasse   | 2015-2016       | KSK Heist           | 017        | 2          | nvt        | nvt        | nvt         | nvt         | --                    | --                    | 0     | 0     | --       | --       | 017    | 2      |
| Carrière totaal | Carrière totaal | Carrière totaal     | 185        | 3          | 0          | 0          | 7           | 0           | 4                     | 0                     | 8     | 0     | 2        | 0        | 234    | 4      |